# Xarchiver
XarchiverはLinuxやBSDに含まれているデスクトップ環境に依存しないアーカイバのフロントエンドで、XfceやLXDEではデフォルトのアーカイバになっている。
インタフェースにはGTK+2ツールキット を使用しているため、GTK+2をサポートしていればどんなシステムでも動作することができる。
このツールキットを使用しているその他のアプリケーションも多く、すなわち幅広いディストリビューション上で利用可能である。
バージョン0.5.2現在でのサポートする書庫形式は、7z, ARJ, bzip2, gzip, LHA, LZMA, lzop, RAR, RPM, deb, tar, それと ZIPである。
Xarchiverはファイルをファイルマネージャウィンドウにドラッグすることでファイルの保存をサポートするソフトウェアプロトコルであるXDSをサポートしている。
Xarchiverはインストール済みである様々な共有ライブラリのフロントエンドとして動くため、ライブラリがインストールされていない書庫形式を圧縮することはできない 。